# Sekeetamys calurus
El jerbillo de cola tupida (Sekeetamys calurus) es una especie de roedor miomorfo de la familia Muridae. Es la única especie del género Sekeetamys.

## Distribución
Se encuentra en el este de Egipto, Israel, Jordania, Arabia Saudita y quizá el extremo norte de Sudán.

## Hábitat
Su hábitat natural son las áreas rocosas.